# Panika v ulicích Springfieldu
Panika v ulicích Springfieldu (v anglickém originále Panic on the Streets of Springfield) je 19. díl 32. řady (celkem 703.) amerického animovaného seriálu Simpsonovi. Scénář napsal Tim Long a díl režíroval Matthew Nastuk. V USA měl premiéru dne 18. dubna 2021 na stanici Fox Broadcasting Company a v Česku byl poprvé vysílán 31. května 2021 na stanici Prima Cool.

## Děj
Doktor Dlaha doporučí Homerovi lék na nízkou hladinu testosteronu, ale když uvidí reklamu na pick-up, koupí si ho. Auto v ceně zahrnuje také rodinné předplatné hudební platformy Slapify. Algoritmus po dlouhém hledání doporučí Líze poslouchat kapelu The Snuffs, v jejímž čele stojí zpěvák Quilloughby.
Líza je z Quilloughbyho nadchnutá a inspiruje se jím. Když ve škole představuje „bezmasé taco“, tak zjistí, že je v něm slanina, a je tudíž na okolí naštvaná a smutná. Znechucená Líza najde útěchu u Quilloughbyho v podobě imaginárního přítele, kterého objeví ve svém pokoji. Ten jí pomáhá zesměšnit Barta i učitele. Znepokojený ředitel Skinner zavolá Homera a Marge do školy. Marge poté Líze zruší předplatné Slapify.
Imaginární Quilloughby navrhne Líze, aby se zúčastnila festivalu Trapárna, kde vystoupí současný a reálný Quilloughby s tím, že pro platby používá Homerovu kreditní kartou. „Protivnost“ imaginárního zpěváka ji unavuje a je šokována, když zjistí, že skutečný Quilloughby je hamižný, nerudný, rasistický a že se vzdal veganství. Homer s Marge se vydají za ní, neboť se obávají o budoucnost jejich puberťácké dcery. Marge, která vidí podobnost mezi Líziným chováním a svým vlastním obdobím vzdoru proti matce, ji utěšuje a ujišťuje ji, že tu pro ni vždy bude.

## Produkce

### Hudba
Původní hudbu k epizodě složil Bret McKenzie z novozélandského dua Flight of the Conchords.

### Vydání
Roku 2021 vydala stanice Fox Broadcasting Company deset propagačních obrázků k dílu.

### České znění
České znění vyrobila společnost FTV Prima v roce 2021. Namlouvané titulky na závěru dílu byly zkráceny z důvodu písně Lízy a Quilloughbyho.

## Kulturní reference
Název epizody paroduje text písně „Panic“ od skupiny The Smiths. Když Quilloughby v dílu zpívá píseň „Hamburgerová vražda“, jedná se o parodii na píseň „Meat Is Murder“ (v překladu „Maso je vražda“). Skupina z tohoto dílu má také píseň „How Late Is Then?“, která se podobá hitu „How Soon Is Now?“. „Strom, který sázel Shel Silverstein“ (anglicky „Shel Silverstein's The Giving Tree“) je odkaz na Silversteinovu knihu. Imaginární mladší Quilloughby věří, že jeho skutečné a starší já vypadá jako Winston Churchill.

## Přijetí

### Sledovanost
Ve Spojených státech díl v premiéře sledovalo 1,31 milionu diváků. Rating ve věkové skupině 18–49 let dosáhl při premiérovém vysílání hodnoty 0,4.

### Kritika
Tony Sokol, kritik Den of Geek, napsal: „Hlava mi ztěžkla bolestí ze smíchu,“ pochválil parodii na Morrisseyho a Spotify a díl ohodnotil 4 hvězdičkami z 5. John Schwarz z webu Bubbleblabber udělil epizodě 5 hvězdiček z 10 možných. Vadilo mu, že Líziny halucinace vypadaly jako vážná duševní choroba, a nelíbil se mu nový dabér doktora Dlahy, Kevin Michael Richardson.

## Reakce Morrisseyho
Morrissey odmítl nabídku dabovat sám sebe v dílu Obtěžoval jsem anglickou královnu, který se stal součástí 15. řady seriálu Simpsonovi.
Epizodu tvrdě kritizoval Peter Katsis, manažer britského zpěváka a skladatele Morrisseyho, na němž je postava Quilloughbyho alespoň částečně založena. Simpsonovy označil za „rasistické a zraňující“, čímž narážel na vyjádření Hanka Azarie, kdy se omluvil lidem indického původu za své dlouholeté dabování Apua Nahasapímapetilona. Především jej však naštvalo ztvárnění současného Quilloughbyho jako člověka s nadváhou živícího se masem, neboť samotný Morrissey je ve skutečnosti veganem. Katsis se domnívá, že štáb Simpsonových tvrzení, že je postava Quilloughby založená na více zpěvácích (konkrétně na Robertu Smithovi, Ianu Curtisovi a Morrisseym), prezentuje úmyslně, aby na ně nemohli podat žalobu. Kriticky se vyjádřil i k herci, který postavu namluvil, Benedictu Cumberbatchovi: „Mohl by si vydělat tolik peněz, aby souhlasil s tak drsnou kritikou jiného umělce?“.
Někteří mediální odborníci, například Ed Power z deníku The Daily Telegraph a Diamond Rodrigue z Dallas Observeru, se domnívají, že Morrissey na tuto epizodu reagoval neadekvátně až přehnaně. Rodrigue prohlásil, že by měl být naopak rád, když se opět objevil v populární kultuře. Naopak Armond White z National Review označil epizodu za „vraždu charakteru“ a uvedl, že se díl připojil ke kampaním na sociálních sítích za „zrušení“ Morrisseyho. Finn McRedmond v listu The Irish Times napsal, že shledává „příjemnou symetrii“ v tom, jak seriál, který má podle něj to nejlepší za sebou, útočí na zpěváka, o němž si myslí totéž.